# Tutu
Tutu – miasto na Wyspach Dziewiczych Stanów Zjednoczonych, na wyspie Saint Thomas.